# Tressignaux
Tressignaux (en bretón, Tresigne) es una comuna francesa situada en el departamento de Costas de Armor, en la región de Bretaña.

## Demografía
| 465 | 445 | 427 | 470 | 512 | 534 | 682 |
| Para los censos de 1962 a 1999 la población legal corresponde a la población sin duplicidades (Fuente: INSEE [Consultar]) |     |     |     |     |     |     |